# Вангел Тарунджиев
Вангел Милошев Тарунджиев е български революционер, деец на Вътрешната македоно-одринска революционна организация.

## Биография
Роден е в 1882 година или в 1884 година в поречкото село Ижище, тогава в Османската империя. Завършва трети клас. Баща му Милош Тарунджиев е районен началник на ВМОРО в Рабетинкол. Вангел също се присъединява към революционната организация в 1903 година взима участие в Илинденско-Преображенското въстание. След смъртта на баща му във въстанието Вангел Тарунджиев го замества като районен началник на Рабетинкол. Като районен началник Тарунджиев подкрепя усилията на Българската екзархия да спре разпространението на сръбските училища в Поречието и е инициатор за откриване на български училища. След създаването на Българската матица в 1909 година Тарунджиев става активен деец на организацията.
По време на българското управление в Поречието през Първата световна война до 1918 година е български чиновник. След това сръбските власти го преследват и тормозят като българин – три пъти е задържан, мъчен и осъждан на затвор.
На 22 март 1943 година, като жител на Ижище, подава молба за българска народна пенсия, която е одобрена и пенсията е отпусната от Министерския съвет на Царство България.